# Extensieve grootheid
Een extensieve grootheid, extensieve variabele, extensieve parameter of extensiteitsparameter is een natuurkundige grootheid waarvan de waarde afhangt van de grootte of de hoeveelheid materiaal van/in het beschreven systeem. Het tegengestelde hiervan is intensieve grootheid.

## Voorbeelden
Voorbeelden van extensieve grootheden zijn:
- m, totale massa
- V, volume
- n, stofhoeveelheid
- E, energie
- S, entropie
- H, enthalpie
- Q, warmte
- C, warmtecapaciteit
- W, mechanische arbeid
- p, impuls
- I, elektrische stroom
- q, elektrische lading
- λ, gekoppelde flux ({\displaystyle {\vec {B}}\times {\rm {{d}{\vec {A}}}}})

Sommige grootheden zijn noch intensief, noch extensief: 
- t, tijd
- F, kracht
- L, impulsmoment

Grootheden zoals l, lengte, h, hoogte, en A, oppervlakte, zijn tussenvormen: als bijvoorbeeld blokken van gelijke hoogte naast elkaar gelegd worden blijft de hoogte gelijk, maar als blokken met hetzelfde grondvlak gestapeld worden, worden de hoogtes opgeteld.
Bij extensieve grootheden wordt meestal "klein" en "groot" geschreven. Voorbeelden zijn een "klein volume" en een "kleine massa".
Voor intensieve grootheden wordt juist "laag" en "hoog" gebruikt: lage spanning en hoge spanning en niet: "kleine spanning" en "grote spanning".